# 上伊萬里站
上伊萬里站（日语：／ Kami-Imari eki */?）是位於佐賀縣伊萬里市大坪町丙1243番，九州旅客鐵道（JR九州）的筑肥線車站。

## 車站構造
採用簡易車站模式運作，原有的站房已經被拆去，只遺下原來的基座。

### 月台
按現時所遺下的跡象，本站最初應建有一個島式月台，另設有一個短小的月台作貨運之用，不過由於業務過於清閒，現在只留下島式月台最外的一條軌道仍然運作，島式月台內側及靠芹近原站房的路軌都皆被拆去，成為列車不可交會的車站。

## 歷史
- 1935年3月1日：北九州鐵道（日语：北九州鉄道）山本站至伊萬里站之間開通，此站啟用[1]。
- 1937年10月1日：北九州鐵道被國有化，成為鐵道省筑肥線[2]。
- 1970年10月1日：改為無人車站[3]。
- 1987年4月1日：伴隨國鐵分割民營化，車站由九州旅客鐵道（JR九州）營運[4]。

## 使用狀況
在2011年度，1日平均乘車人次為11人。由於使用人數過於稀少，2012年度起國土數值情報已沒有收集到有關數據，JR九州亦由2017年度起已不再公佈其使用人數統計。
| 乘車人次變化 | 乘車人次變化 |
| 年度         | 1日平均人次  |
| ------------ | ------------ |
| 2000年       | 8            |
| 2001年       | 7            |
| 2002年       | 7            |
| 2003年       | 6            |
| 2004年       | 5            |
| 2005年       | 4            |
| 2006年       | 6            |
| 2007年       | 9            |
| 2008年       | 10           |
| 2009年       | 7            |
| 2010年       | 6            |
| 2011年       | 6            |
| 2012年起     | 不再提供     |

## 車站周邊
- 國道202號（日语：国道202号）
- 國道498號（日语：国道498号）
- 佐賀縣道239號上伊萬里停車場線（日语：佐賀県道239号上伊万里停車場線）
- 森永公園
森永乳業伊萬里工場遺址。在關閉後無償給伊萬里市並變成了一座公園，在公園內設有天使之門與森永的創立者森永太一郎的胸像。
- 佐賀縣立伊萬里特別支援學校（日语：佐賀県立伊万里特別支援学校）

## 相鄰車站
九州旅客鐵道（JR九州）
■筑肥線
金石原－上伊萬里－伊萬里

## 外部連結
- JR九州上伊萬里站 （页面存档备份，存于）（日語）